# Рибьер
Рибье́р (фр. Ribiers, окс. Ribiers) — коммуна во Франции, находится в регионе Прованс — Альпы — Лазурный Берег. Департамент коммуны — Верхние Альпы. Главный город кантона Рибьер. Округ коммуны — Гап.
Код INSEE коммуны — 05118.

## Население
Население коммуны на 2008 год составляло 777 человек.
| 1962 | 1968 | 1975 | 1982 | 1990 | 1999 | 2008 |
| ---- | ---- | ---- | ---- | ---- | ---- | ---- |
| 485  | 481  | 533  | 592  | 637  | 677  | 777  |

## Экономика
Основу экономики составляет сельское хозяйство. Есть крупные компании по производству органических удобрений.
В 2007 году среди 472 человек в трудоспособном возрасте (15—64 лет) 332 были экономически активными, 140 — неактивными (показатель активности — 70,3 %, в 1999 году было 78,3 %). Из 332 активных работали 305 человек (171 мужчина и 134 женщины), безработных было 27 (6 мужчин и 21 женщина). Среди 140 неактивных 34 человека были учениками или студентами, 70 — пенсионерами, 36 были неактивными по другим причинам.

## Достопримечательности
- Руины замка Сент-Этьен.
- Руины церкви Нотр-Дам-де-Клеркомб (XII век).
- Приходская церковь (XIII век), ранее принадлежала монастырю ордена Клюни. На северной стороне построена малая часовня.
- Музей под открытым небом.

## Фотогалерея

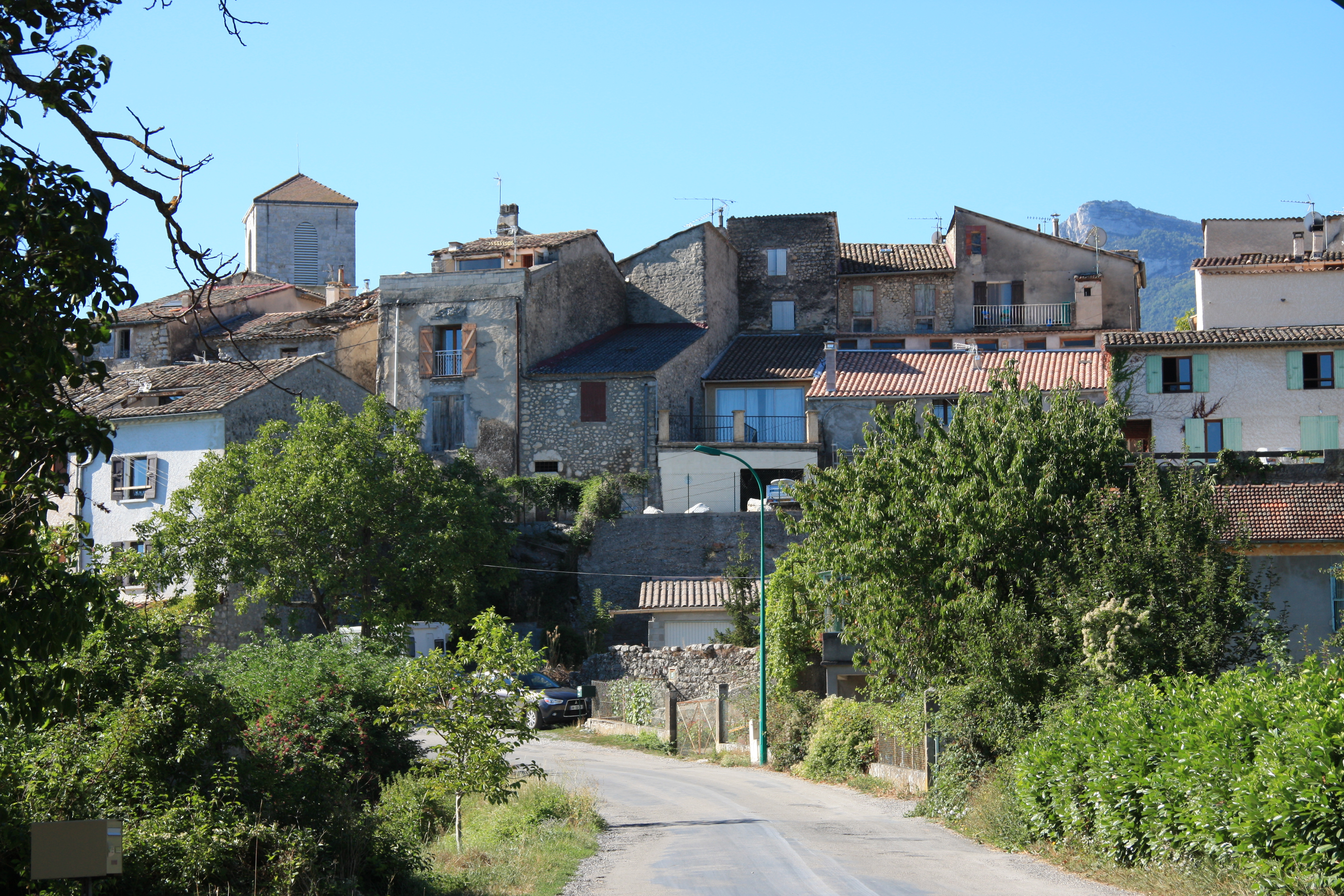
Рибьер
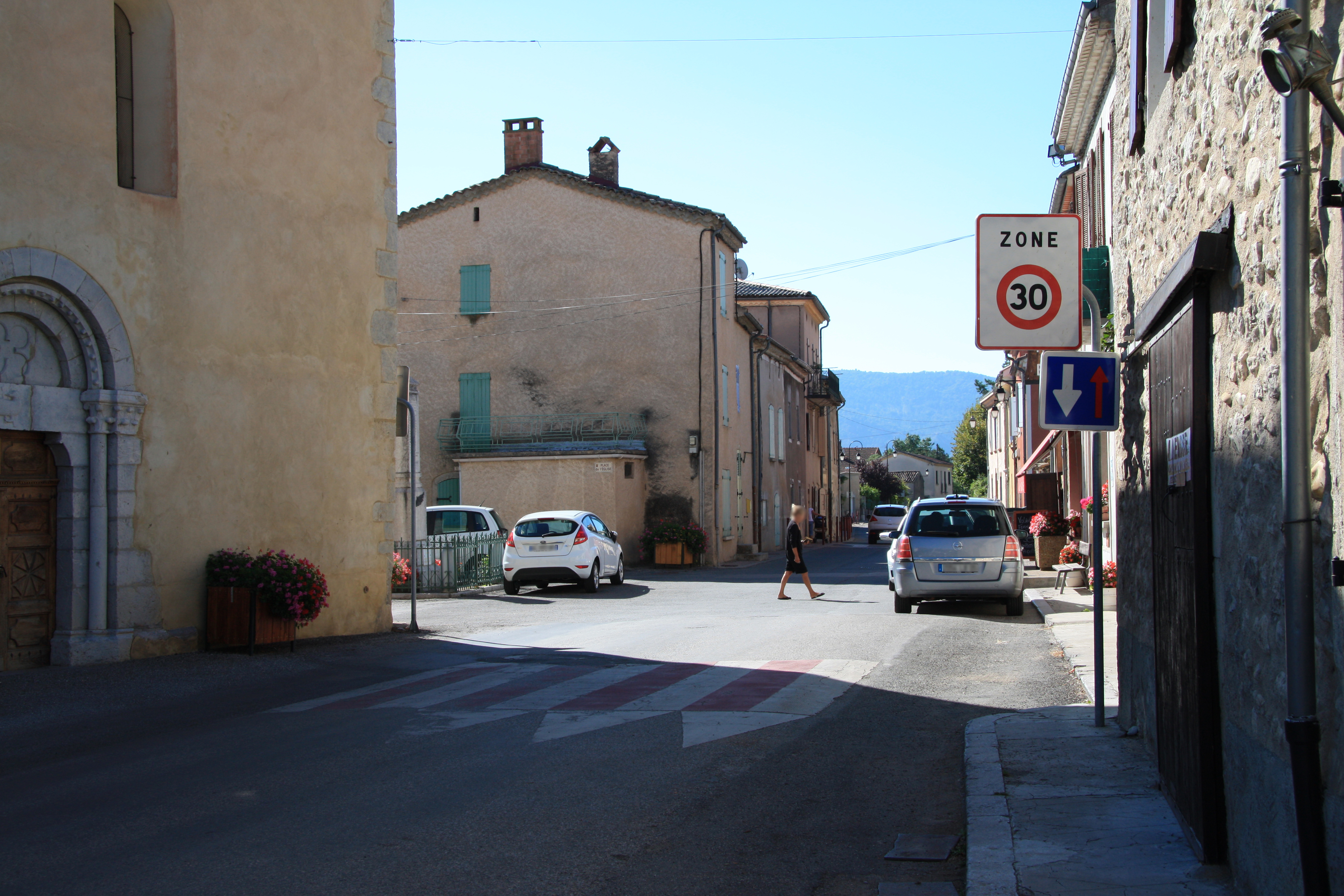
Главная улица
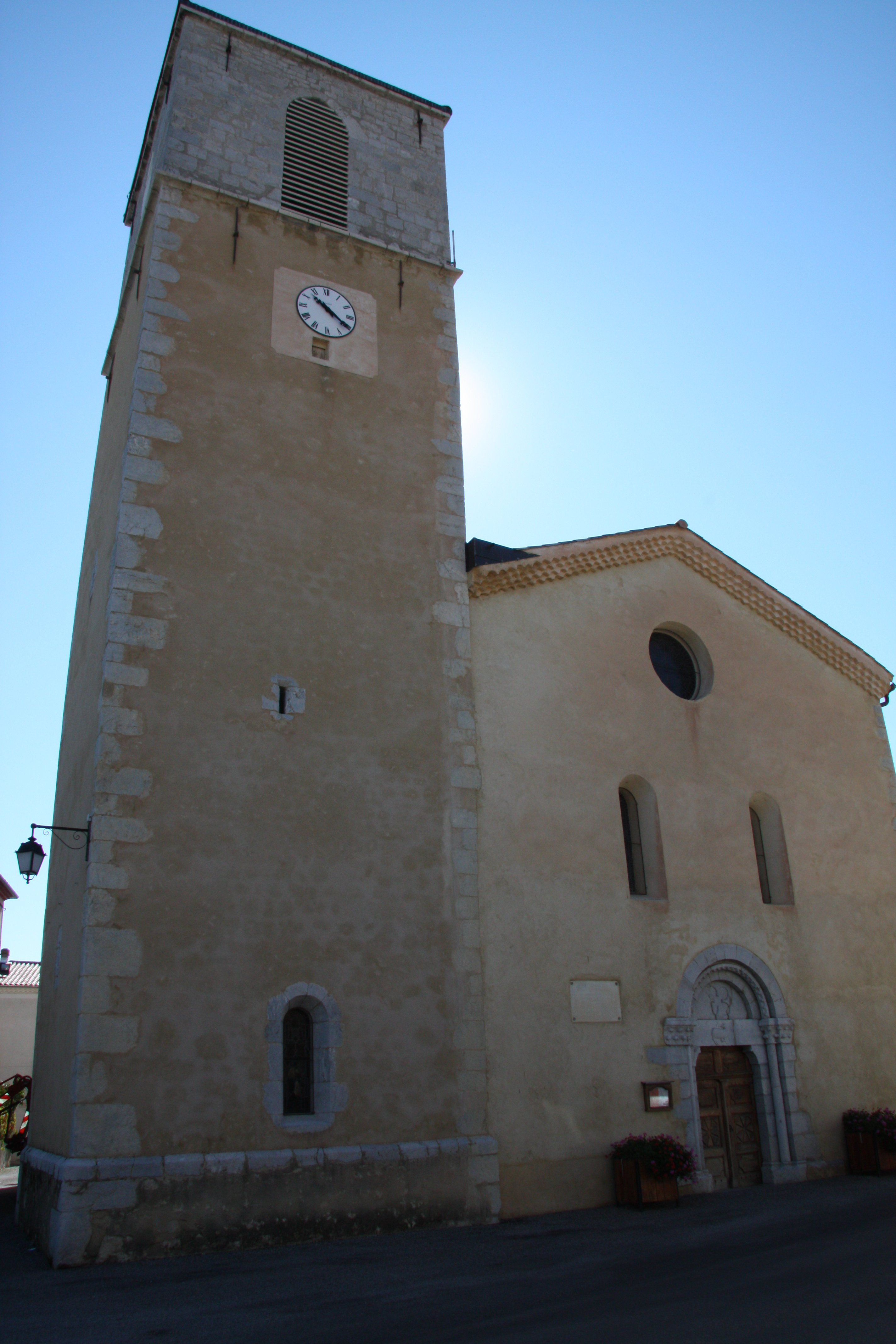
Церковь